# Dennis Eckert Ayensa
Dennis-Yerai Eckert Ayensa (* 9. Januar 1997 in Bonn) ist ein deutsch-spanischer Fußballspieler. Der Stürmer steht beim belgischen Erstdivisionär Standard Lüttich unter Vertrag. Er absolvierte ein Länderspiel für die deutsche U19.

## Karriere

### Verein
Eckert Ayensa spielte in der Jugend unter anderem beim Pulheimer SC sowie in den Jugendmannschaften des 1. FC Köln und von Alemannia Aachen. Den letzten Abschnitt seiner fußballerischen Ausbildungszeit verbrachte der gebürtige Bonner bei Borussia Mönchengladbach. In der UEFA Youth League absolvierte der Angreifer mit der A-Jugend des Vereins alle Gruppenspiele, die Mannschaft schied jedoch im Anschluss aus.
Beim 2:2 der Regionalligamannschaft gegen die SSVg Velbert wurde Eckert Ayensa am 7. Spieltag der Regionalligasaison 2015/16 kurz vor Schluss eingewechselt und stand das erste Mal im Herrenfußball auf dem Feld. Die Folgesaison hätte bei der zweiten Mannschaft unter Cheftrainer Arie van Lent der nächste Schritt sein sollen, der Stürmer lief jedoch nur für gut 20 Minuten auf und war den Rest der Zeit entweder verletzt, saß auf der Tribüne oder wurde nicht eingewechselt.
Im Sommer 2017 unterschrieb der Offensivspieler einen bis 2021 gültigen Vertrag beim spanischen Erstligisten Celta Vigo. Mit der Celta Vigo B genannten zweiten Mannschaft absolvierte der Deutsche 36 Drittligaspiele (8 Tore, 6 Assists)  und wurde in allen vier Play-off-Spielen um den Aufstieg in die zweite Liga eingesetzt, wo sich das Team aber dem FC Cartagena geschlagen geben musste.
Nach weiteren 21 Partien in der anschließenden Spielzeit für die erste und zweite Mannschaft wurde Eckert Ayensa in der Winterpause bis Saisonende an Excelsior Rotterdam in die niederländische Eredivisie ausgeliehen. Nach einem Unentschieden und einer Niederlage gegen die RKC Waalwijk folgte für Excelsior der Gang in die zweite Liga und Eckert kehrte nach Spanien zurück.
Ursprünglich hatte Celta Vigo vor, Eckert Ayensa mangels Perspektiven im Sommer 2019 an einen spanischen Zweitligisten zu verkaufen, doch nach einem Gespräch mit Michael Henke, Sportchef des in die 3. Liga abgestiegenen FC Ingolstadt 04, unterschrieb der Stürmer bei den Oberbayern zum 8. Spieltag einen bis Juni 2021 gültigen Vertrag. Von Beginn an gehörte Eckert Ayensa zur Stammformation.
Zur Saison 2021/22 stieg Ingolstadt in die 2. Bundesliga auf; Eckert Ayensas Vertrag wurde um eine Saison verlängert. Er bestritt 24 Ligaspiele für Ingolstadt, in denen er zwei Tore schoss, und ein Pokalspiel.
Nachdem Ingolstadt zum Saisonende wieder in die 3. Liga abstieg, wurde sein auslaufender Vertrag nicht verlängert. Mitte Juni 2022 unterschrieb er beim belgischen Erstdivisionär Royale Union Saint-Gilloise einen Vertrag mit einer Laufzeit bis zum Sommer 2025 mit der Option der Verlängerung um eine weitere Saison. Dort bestritt er in seiner ersten Saison 8 von 40 möglichen Ligaspielen, in denen zwei Tore schoss sowie je drei Spiele im Pokal und Europapokal. Innerhalb der Saison gab es drei Verletzungspausen für ihn infolge Muskel- bzw. Oberschenkelverletzungen. In der Saison 2023/24 kam er auf 31 von 40 möglichen Ligaspielen, in denen er acht Tore schoss. Dazu kamen neun Spiele im Europapokal mit zwei Toren und drei Pokalspiele, die mit dem Gewinn des belgischen Pokals endeten.
In der nächsten Saison wurde er bei drei der ersten sieben Ligaspielen eingesetzt, wo er ein Tor erzielte. Dazu kamen zwei Spiele in der Qualifikation zur Champions League sowie das gewonnene Spiel um den belgischen Supercup.
Anfang September 2024 wurde für den Rest der Saison eine Ausleihe mit anschließender Kaufoption zum Ligakonkurrenten Standard Lüttich vereinbart. Die Kaufoption wurde Ende März 2025 ausgeübt. Eckert Ayensa bestritt 33 von 34 möglichen Ligaspielen für Standard, in denen er sieben Tore schoss, sowie zwei Pokalspiele mit einem geschossenen Tor. 

### Nationalmannschaft
Im Herbst 2015 spielte Eckert Ayensa 45 Minuten in einem Freundschaftsspiel der deutschen U19 gegen Serbien.

## Erfolge
- Aufstieg in die 2. Bundesliga: 2021
- belgischer Pokalsieger: 2023/24
- Gewinner belgischer Supercup: 2024

## Privates
Eckert Ayensas Vater ist Deutsch-Iraner, seine Mutter Spanierin. Er hält neben der deutschen auch die spanische Staatsangehörigkeit und spricht fließend Spanisch. Sein zweiter Vorname Yerai stammt ebenfalls aus dem Geburtsland seiner Mutter.